# Humbanhaltaix II
Humbanhaltaix II o Humban-Haltaš II va ser rei d'Elam. Era fill d'Humbanhaltaix I. Va regnar de l'any 681 aC al 675 aC.
Assíria i Babilònia estaven contínuament en guerra per aconseguir la supremacia del territori. Humbanhaltaix II va mantenir en pau el seu país, i va veure com creixia la seva influència. Mentrestant, alguns estats, com ara Ellipi o el País de la Mar, es van desvincular de la supremacia assíria i es van aliar amb Elam. Humbanhaltaix II va aprofitar la situació i l'any 675 aC va atacar a sang i foc la ciutat estat de Sippar, mentre a Nippur esclatava una revolta contra el rei assiri Assarhaddon. Poc temps després, Humbanhaltaix va morir de sobte sense estar malalt.
El va succeir el seu germà Urtak.